# ناحیه وایدهوفن آن در تایا
ناحیه وایدهوفن آن در تایا (به آلمانی: Bezirk Waidhofen an der Thaya) یک ناحیه در اتریش است که در نیدراسترایش واقع شده‌است. ناحیه وایدهوفن آن در تایا ۲۸٬۱۹۷ نفر جمعیت دارد.